# Внутренние войска Азербайджана
Функции, обязанности и основные принципы Внутренних войск министерства внутренних дел Азербайджанской Республики- определяются Законом Азербайджанской Республики о статусе внутренних войск (1994 году).
Защита интересов отдельных лиц, общества и государства, защита конституционных прав и свобод граждан от преступных посягательств, защита важных государственных объектов, средств связи, защита общественного порядка, обеспечение общественной безопасности в общественных мероприятиях, предотвращение массовых беспорядков, а также другие обязанности, установленные законом является одной из важнейших структурных частей Единой системы Министерства внутренних дел Азербайджанской Республики, которая предусматривает организацию внутренних войск и прямой контроль над войсками.

## История
Внутренние войска были созданы Указом Президента Азербайджанской Республики в 1991 году. 12-е марта указом Президента от 9 марта 1995 года определяется «Днем внутренних войск» Основные принципы, функции и обязанности внутренних войск определяются Законом о статусе внутренних войск 1994 года.
C 2013 года командующим внутренними войсками Азербайджана является заместитель министра внутренних дел генерал-лейтенант Шахин Мамедов.

## Обязанности Внутренних войск
- Совместно с другими органами внутренних дел, участвует в охране общественного порядка через патрульно-постовую службу в городах и других жилых районах, а также обеспечивает общественную безопасность при проведении массовых мероприятий;
- защищает важные общественные объекты, средства связи, специальные грузы;
- участвует в поиске и изъятии лиц, въезжающих в охраняемую зону;
- защищает склады и военные базы Главного управления материально-технического обеспечения Министерства внутренних дел Азербайджанской Республики;
- помогает местным властям, предпринимая немедленные шаги для спасения людей, защиты утраченного имущества и защиты общественного порядка во время несчастных случаев, аварий, пожаров, стихийных бедствий и других чрезвычайных ситуаций, а также правового режима чрезвычайного положения; помогает предотвратить массовые беспорядки в местах лишения свободы;
- при необходимости, участвует в защите территории Азербайджанской Республики.

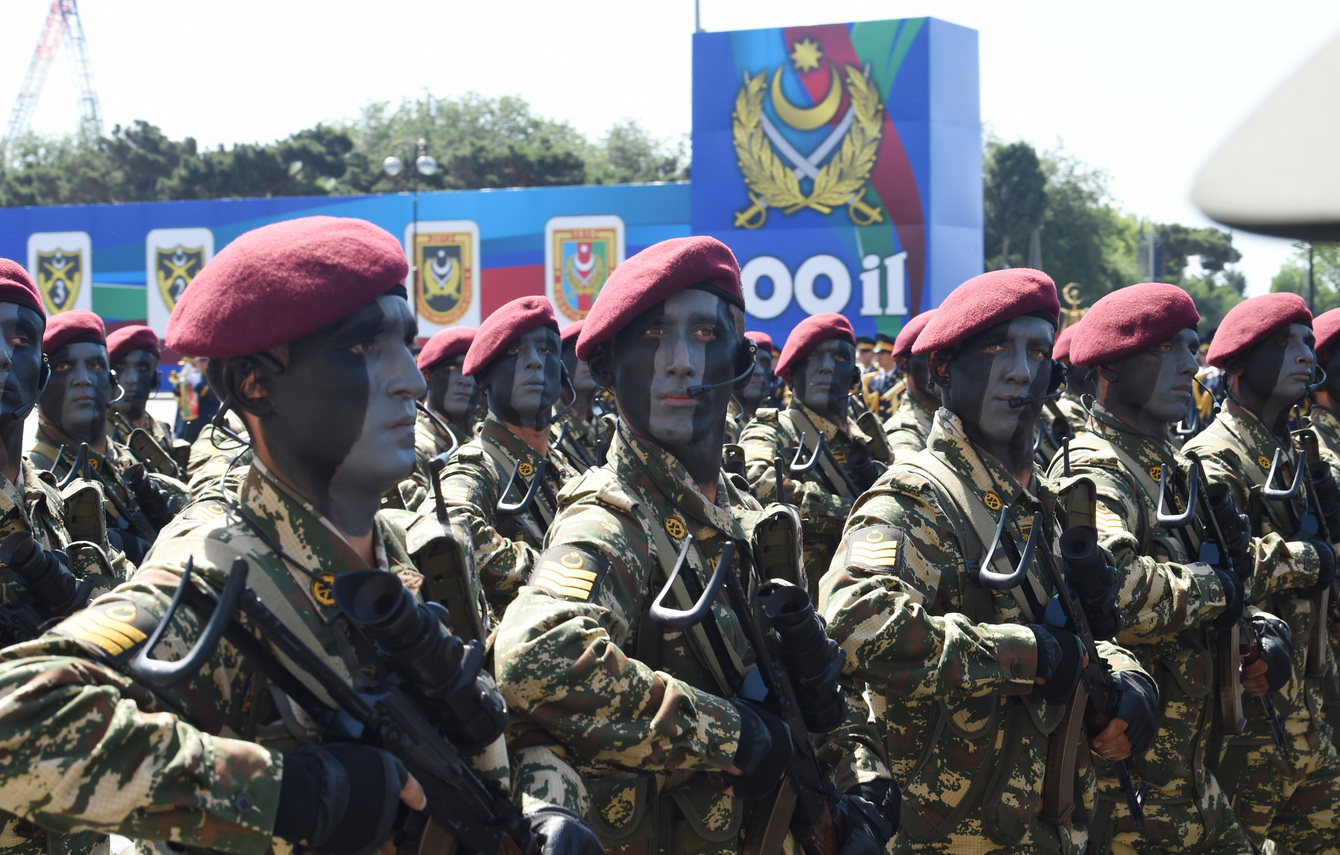
Парадный расчёт Внутренних войск Азербайджана на параде по случаю 100-летия Вооружённых сил Азербайджана. Баку, 26 июня 2018 года

Другие обязанности перед внутренними войсками могут быть делегированы только по закону.
Деятельность Внутренних войск по военному законодательству, уставу, службе военнослужащих регулируется военно-нормативными актами, установленными для Вооруженных Сил. Командующий внутренними войсками непосредственно подчиняется министру внутренних дел и его заместителю.
Указом Президента Азербайджанской Республики от 11 марта 2002 года были утверждены правила «О боевом флаге внутренних войск Азербайджанской Республики», «Описания флага внутренних войск МВД Азербайджанской Республики», «Эмблема внутренних войск МВД Азербайджанской Республики», Утверждены Положение и эмблема внутренних войск Министерства внутренних дел Азербайджанской Республики.
В соответствии с Конституцией Азербайджанской Республики и Положением о военной службе срок службы для лиц с высшим образованием составляет 12 месяцев и 18 месяцев для других лиц.
Внутренние войска сотрудничают с соответствующими органами Турецкой Республики, Китайской Народной Республики, США и других государств.

### Образовательный полк внутренних войск
Полк действует на базе учебного центра внутренних войск с 2003 года. В образовательной системе применяются также стандарты НАТО. Цель курсов направлена на повышение квалификации профессиональных, военных и физических навыков, подготовку командиров взводов и подразделений. В полку функционируют следующие курсы:
Курс подготовки сержантов со специализированным офицерским курсом (6 месяцев)
Курс усовершенствования офицеров и сержантов (4 месяца)
Академический курс (1 месяц).

## Высшая военная школа внутренних войск
Высшая военная школа внутренних войск МВД была создана Постановлением Президента Азербайджанской Республики от 25 февраля 2011 года на базе Среднего специального военного училища внутренних войск. Устав Высшего военного училища был утвержден Указом Президента Азербайджанской Республики от 9 июля 2012 года. Высшая военная школа внутренних войск находится в Баку. Начальник школы генерал-майор Ильгар Мамедов.
Военная школа отвечает за подготовку кадров специального военного образования, совершенствование специальностей военных офицеров и проведение научно-исследовательских работ. Продолжительность обучения — четыре года, а тренинги и предметы определены в отношении Европейской системы перевода кредитов (ECTS), которая гарантирует академическое признание учебы за рубежом.
Выпускники Высшей военной школы получают специальность «Офицер с высшим специальным военным образованием» и им присваевается воинское звание лейтенант. Одновременно они получают гражданскую специальность «Преподаватель физического воспитания и допризывной подготовки» со степенью бакалавра.

## Отряды специального назначения
В составе Внутренних войск Азербайджана существуют отряды специального назначения. Каждый из этих отрядов укомплектован профессиональными прапорщиками и офицерами. Они объединены под единым названием «Коммандос». Красный берет, знаки отличия и шеврон отличают спецназовцев Внутренних войск, носящих камуфляжную форму особых оттенков. Отряды специального назначения Внутренних войск Азербайджана принимали активное участие во Второй карабахской войне.